# بروميد المنغنيز الثنائي
بروميد المنغنيز الثنائي (أو ثنائي بروميد المنغنيز) هو مركب كيميائي له الصيغة MnBr2، ويوجد على شكل بلورات ذات لون زهري فاتح.

## التحضير
يحضر المركب من تفاعل كربونات المنغنيز الثنائي مع بروميد الهيدروجين، ثم بإجراء عملية تسخين من أجل تبخير ونزع الماء من الشكل المائي رباعي الهيدرات عند درجات حرارة تراوح 190 °س.
{\displaystyle {\ce {MnCO3 + 2HBr -> MnBr2 + CO2 + H2O}}}
يمكن تحضير المركب بوسيلة أخرى من تفاعل أكسيد المنغنيز الرباعي مع حمض الهيدروبروميك:
{\displaystyle \mathrm {4\ HBr+MnO_{2}\longrightarrow MnBr_{2}+Br_{2}+2\ H_{2}O} }

## الخواص
يوجد المركب في الشروط القياسية على شكل بلورات زهرية اللون، وهي ذات انحلالية جيدة في الماء؛ وتتبع البلورات في بنيتها نظام بلوري ثلاثي متساوي الأحرف.

## الاستخدامات
يستخدم بروميد المنغنيز الثنائي مكان البالاديوم في تفاعل ستيل.